# Rudarius ercodes
Rudarius ercodes és una espècie de peix de la família dels monacàntids i de l'ordre dels tetraodontiformes.

## Morfologia
- Els mascles poden assolir 7,5 cm de longitud total.[1][2]

## Reproducció
És ovípar.

## Hàbitat
És un peix marí, de clima temperat i associat als esculls de corall.

## Distribució geogràfica
Es troba a Taiwan, el Japó (des de Honshu fins al sud de Kyushu) i el sud de Corea.

## Observacions
És inofensiu per als humans.